# Plusaetis equatoris
Plusaetis equatoris är en loppart som först beskrevs av Jordan 1933.  Plusaetis equatoris ingår i släktet Plusaetis och familjen fågelloppor. Inga underarter finns listade i Catalogue of Life.